# Erika Wolf

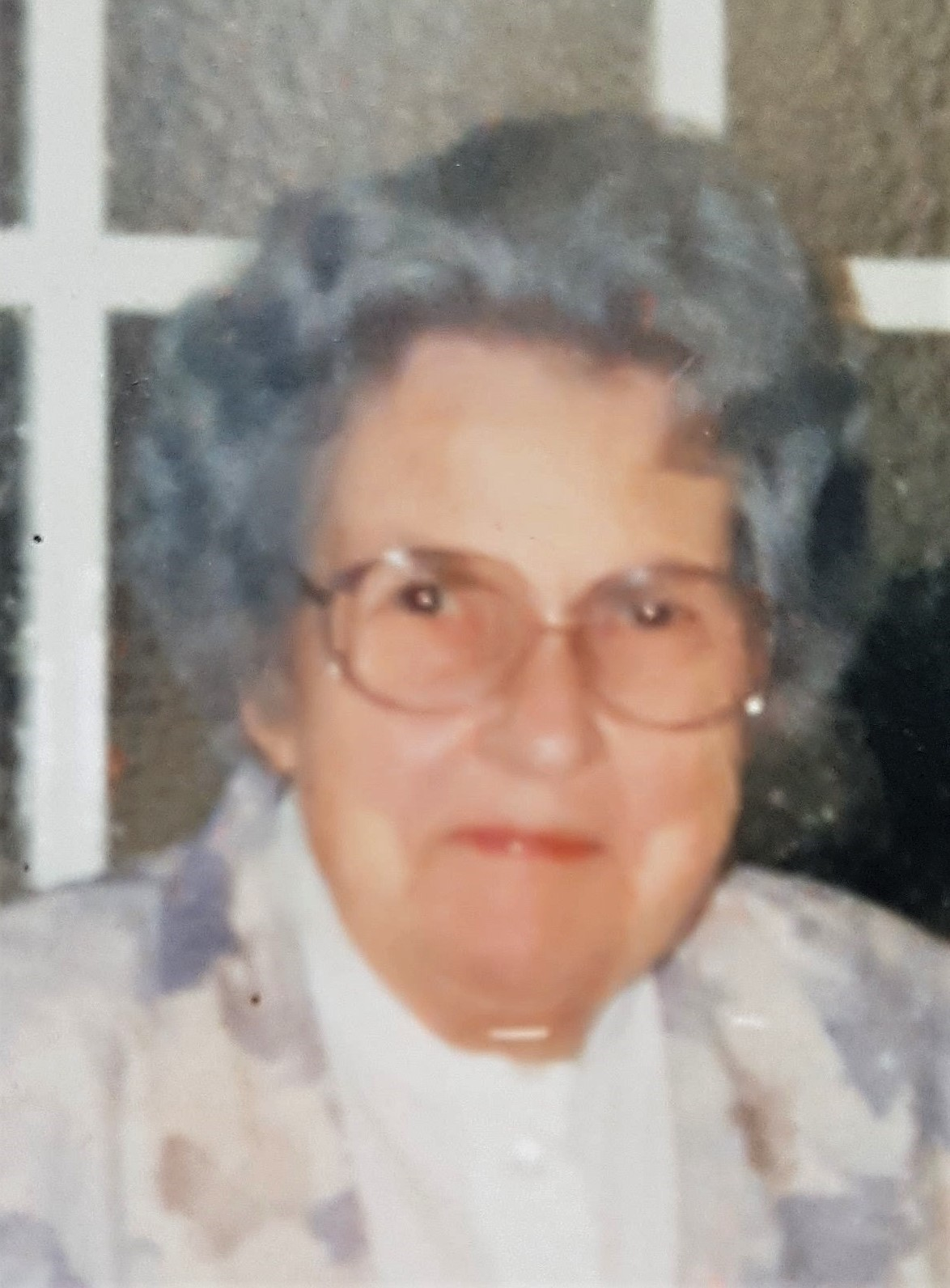
Erika Wolf (1912–2003)

Erika Wolf, geb. Engel (* 26. März 1912 in Berlin; † 4. Februar 2003 in Potsdam) war eine deutsche Politikerin (CDU).

## Leben und Beruf
Nach dem Abitur studierte Wolf von 1932 bis 1937 Rechtswissenschaften und Sprachen in Lausanne, Marburg, London und Berlin. Sie legte das erste juristische Staatsexamen ab, promovierte zum Dr. jur. und beendete ihr Studium, nachdem sie das französische und englische Sprachexamen bestanden hatte.
Wolf war von 1948 bis 1950 in der Hauptverwaltung für Arbeit und Sozialfürsorge bei der deutschen Wirtschaftskommission der Sowjetischen Besatzungszone (SBZ) sowie im DDR-Ministerium für Arbeit und Gesundheitswesen tätig. Im August 1950 floh sie aus der DDR in die Bundesrepublik Deutschland.
Von 1951 bis 1953 arbeitete Wolf für das Schwedische Hilfswerk in Deutschland und Schweden. Sie war von 1954 bis 1965 bei der Landesregierung von Nordrhein-Westfalen tätig, zuletzt als Regierungsdirektorin im Arbeits- und Sozialministerium. Ab 1967 war sie Vizepräsidentin der Welthungerhilfe und ab 1970 stellvertretende Kuratoriumsvorsitzende der Deutschen Stiftung für Entwicklungsländer. Später war sie Mitglied der Deutschen UNESCO-Kommission. 1994 kehrte sie nach Potsdam zurück.

## Partei
Wolf schloss sich 1945 der CDU in Potsdam an und gründete zusammen mit Andreas Hermes und Walther Schreiber die CDU in der SBZ. Sie war Mitglied im Landesvorstand der CDU Brandenburg und von 1945 bis Mai 1948 Leiterin der Abteilung Frauen des Landesvorstandes. Von Ende 1949 bis August 1950 wirkte sie als Leiterin der Abteilung Sozialpolitik beim Hauptvorstand der CDU Berlin.
Wolf unterstützte seit der friedlichen Revolution in der DDR 1989 den Neuaufbau des CDU-Landesverbands Brandenburg, dessen Ehrenvorsitzende sie von 1995 bis 2003 war.

## Abgeordnete
Wolf war von 1946 bis zu ihrer Flucht 1950 Stadtverordnete der Stadtverordnetenversammlung Potsdam. Dem Deutschen Bundestag gehörte sie von 1965 bis 1976 an. Sie war stets über die Landesliste der CDU Nordrhein-Westfalen ins Parlament eingezogen. Von 1972 bis 1976 war sie stellvertretende Vorsitzende des Bundestagsausschusses für wirtschaftliche Zusammenarbeit.

## Ehrungen
- 1973: Großes Bundesverdienstkreuz
- 1988: Großes Bundesverdienstkreuz mit Stern
- 2019: Straßenbenennung der ehemaligen östlichen Schwertfegerstraße in Potsdam in „Erika-Wolf-Straße“[1]

## Privates
- Sie war die vierte Tochter von Konrad Engel (1862–1912) und Wilhelmine von Velsen (1873–1966) und Enkelin des Statistikers Ernst Engel (1821–1896). 1938 heiratete sie Wilhelm Wolf, den späteren Landesvorsitzenden der CDU Brandenburg. Aus der Ehe gingen vier Kinder hervor. Einer ihrer Enkel ist Stefan Studt, 2014 bis 2017 Innenminister des Landes Schleswig-Holstein.